# 1207 dans les croisades
Cette page regroupe les évènements concernant les Croisades qui sont survenus en 1207 :
- 2 avril : Henri de Hainaut, empereur latin de Constantinople, force les Bulgares à lever le siège d'Andrinople[1].
- juin : Henri de Hainaut, empereur latin de Constantinople, fait la paix avec Théodore Ier Lascaris, empereur grec de Nicée, pour pouvoir combattre les Bulgares[1].
- 4 septembre : mort de Boniface de Montferrat, roi de Thessalonique à la bataille de Mosynopolis contre les Bulgares[1].